# Raionul Cēsis
Cēsis este un raion în Letonia.